# صالح الراشد
صالح الراشد (16 مارس 1988 -)، إعلامي وممثل  عراقي يقيم في الكويت.

## حياته
ولد في الكويت لأب عراقي وأم كويتية اكتشف موهبته في الاستعراض والغناء والرقص في صغره، درس تخصص علم النفس وأدب النقد المسرحي، لديه عدة هوايات منها الكتابة والصحافة وعزف الموسيقى ورسم الخزف، دخل المعهد العالي للفنون المسرحية رسب في السنة الرابعة في مادة نظرية للدراما لأسباب شخصية مع أستاذ المادة الذي تعمد رسوبه واعاد السنة وتخرج بعدها كما ان رسالته في مرحلة الدراسة في المعهد العالي للفنون المسرحية كانت عن مسرح الطفل.
في يونيو 2015 تعرض لوعكة صحية حادة نقل على إثرها إلى المستشفى واستدعت إجراءه عملية جراحية لكنها تعافى بعدها.

## مشواره المهني
بدأ مسيرته الإعلامية في العام 2005 في الصحافة المكتوبة مع جريدة  القبس و«مجلة أبواب» الشبابية مع الصحافي عزام العميم، ثم عمل مع الإعلامية ليلى أحمد في جريدة الراي. اما ظهوره على شاشة التلفزيون فكان كمتسابق من خلال برنامج «ديل أور نو ديل» على شاشة " الفضائية اللبنانية في مارس 2006 وقد استمر في البرنامج لمدة ثمانية حلقات وربح فيا 27 ألف دولار أمريكي وقد حققت حلقته للبرنامج دعاية تجارية جيدة ولكن الأنطلاقة الحقيقية كانت من خلال برنامج «رايكم شباب» على تلفزيون الراي في آواخر شهر يوليو 2006قدم بعدها عدة برامج منوعة في نوفمبر 2016 أعلن عن خروجه من تلفزيون الراي وانتقاله إلى قناة أخرى وأن عقده الذي دام عشر سنوات إنتهى. وأكد أن النهاية كانت سعيدة وليس كما ادعى البعض عن وجود أي خلافات للقناة مشيراً إلى انتقاله إلى قناة عربية أقوى في عمل جديد، في نهاية شهر مارس 2017 عاد إلى التقديم من خلال برنامج «ذا كويز» على شاشة قناة العدالة وبعدها برنامج «سولو ذا ون» ثم برنامج (ذا بلين -الطائرة).

## أعماله

### التمثيل

#### في التلفزيون
| سنة الإنتاج | اسم المسلسل | الشخصية |
| ----------- | ----------- | ------- |
| 2013        | الوداع      |         |
| 2014        | للحب كلمة   |         |
| 2019        | أنا عندي نص |         |

#### في المسرح
| سنة الإنتاج | المسرحية                      | الشخصية |
| ----------- | ----------------------------- | ------- |
| 2014        | ليلى وذيب صمعة ومصارع الثيران |         |
| 2014        | يمقن إي يمقن لآ               |         |

### تقديم البرامج
| اسم البرنامج                               | عرض على        |
| ------------------------------------------ | -------------- |
| غبقة المارينا إلى جانب الإعلامية نادية صقر | مارينا إف إم   |
| رايكم شباب                                 | تلفزيون الراي  |
| مسائي                                      | تلفزيون الراي  |
| ليالي الراي                                | تلفزيون الراي  |
| الراي قمرنا                                | تلفزيون الراي  |
| حفلات العيد                                | تلفزيون الراي  |
| مهرجان هلا فبراير 2008                     | تلفزيون الكويت |
| ريد كاربت                                  | تلفزيون الراي  |
| حفل جوائز المميزون في رمضان 2010-2016      | تلفزيون الراي  |
| ذا كويز                                    | قناة العدالة   |
| ليالي العيد                                | قناة العدالة   |
| سولو ذا ون                                 | قناة العدالة   |
| 3S بمشاركة سارة الودعاني و شيلاء سبت       | قناة العدالة   |
| ذا بلين (الطائرة)                          | قناة العدالة   |
| خلك صالح                                   | قناة العدالة   |
| سندريلا                                    | قناة العدالة   |
| سراي بمشاركة ريم النجم                     | قناة العدالة   |
| اي تي في لايف                              | قناة العدالة   |
| وياكم مع دانة طويرش                        | قناة العدالة   |

## انتقادات وخلافات
حدث خلاف بينه وبين الفنانة الكويتية أمل العوضي في برنامج “ريد كاربت” على قناة “الرأي الكويتية ” حيث حدثت مشادة كلامية حادة بينهما حيث اعترضت العوضي علي اتهام الراشد لها بأنها تقلد المذيعة حليمة بولند بالإضافة لغضبها الشديد عندما سألها عن الصور المثيرة الخاصة بها في أحد اليخوت والتي تناولتها وسائل الاعلام في وقتها فقامت العوضي بإلقاء المايكات بغضب ووجهت كلام قوي للراشد وانسحبت من الاستوديو ولم تفلح محاولات الكثيرين داخل الاستوديو معها لتكملة التصوير ومنهم صديقتها خبيرة التجميل الشهيرة الاء دشتي.وفررت إدارة المحطة عرض الحلقة بالرغم من ان ظهور امل بها لم يتعدي النصف ساعة  وقامت الإعلامية مي العيدان بانتقاده بعد الحلقة وقبلها عندما استضاف الفنانة الأردنية باسمة حمادة وتجاهل ذكر اسمها واسم المحطة التي تمت استضافتها بها قائلا في إحدى القنوات وردت عليه بأنه لديه حساسية منها ومن قناة سكوب بعد استضافته في إحد البرامج.

## إثارة الجدل
- أثار جدلاً بين أبناء جيله من الشباب، بعد ظهوره على الشاشة وأصبح يقلده شباب ليس فقط في «اللوك» ولكن في الحوار والأداء.وايضا لون عينيه الأزرق حيث ظن البعض أنها عدسات لاصقة وأكد أنها طبيعية وبأن خالات أمه عيونهن ملونه ولكن والديه عيونهما عادية وبأن جسمه مصبوغ بسبب بشرته الحنطية.[18][19]

## روابط خارجية
- صالح الراشد على موقع قاعدة بيانات الأفلام العربية